# Dragne
Dragne – rzeka we Francji, przepływająca przez teren departamentu Nièvre, o długości 30,2 km. Stanowi lewy dopływ rzeki Aron.